# Tantamanni
Tantamanni  is een Zweeds eiland behorend tot de Haparanda-archipel. Het eiland ligt 27 kilometer ten zuiden van de plaats Haparanda. Het eiland heeft geen oeververbinding en op een enkele overnachtingplaats in het zuiden geen bebouwing. Tantamanni is een eiland dat deels bestaat uit zandstranden, deels uit wad en deels uit een bebost gebied. 2/3-deel van het eiland maakt deel uit van Natura 2000 vanwege de oudheid van de bossen; wat dat betreft verschilt het weinig van een buureiland als Huitori.
Tantamanni.com is niet de website van het eiland, maar van een commercieel bedrijf in Haparanda, dat visserstochten, zeehondsafaris en verblijf op het eiland verzorgt.